# Avenida Hipólito Yrigoyen (Córdoba)
La avenida Hipólito Yrigoyen es una avenida céntrica de la ciudad de Córdoba (Argentina). Tiene un recorrido de aproximadamente 1 km y corre de norte a sur desde la intersección de las Avenida Vélez Sársfield y Bulevar San Juan hasta la rotonda que da inicio a la Avenida Valparaíso, ingreso a Ciudad Universitaria. Tene cinco carriles por su único sentido de circulación, y dos por mano en sus últimos 200 metros de traza. Se la considera la avenida más elegante de la ciudad, residencia habitual de la alta burguesía cordobesa.

## Historia
La avenida fue proyectada —junto al barrio Nueva Córdoba— a mediados de los años 1880 en el «Proyecto Crisol» que tenía por objetivo poblar la amplia zona al sur del centro de la ciudad. Llamada antiguamente "Avenida Argentina", cambió de nombre en honor al presidente homónimo en el siglo XX. El arquitecto Carlos Thays la diseñó en imitación al legendario Bulevard Haussmann de París para que la burguesía ilustrada de Córdoba construyera sus petit hotels, de los cuales quedan solo algunos exponentes como el Palacio Ferreyra o el chateau de la familia Palacio-Minetti, entre otras residencias. En la actualidad la avenida alberga organismos nacionales, empresas y edificios de lujo.

## Toponimia

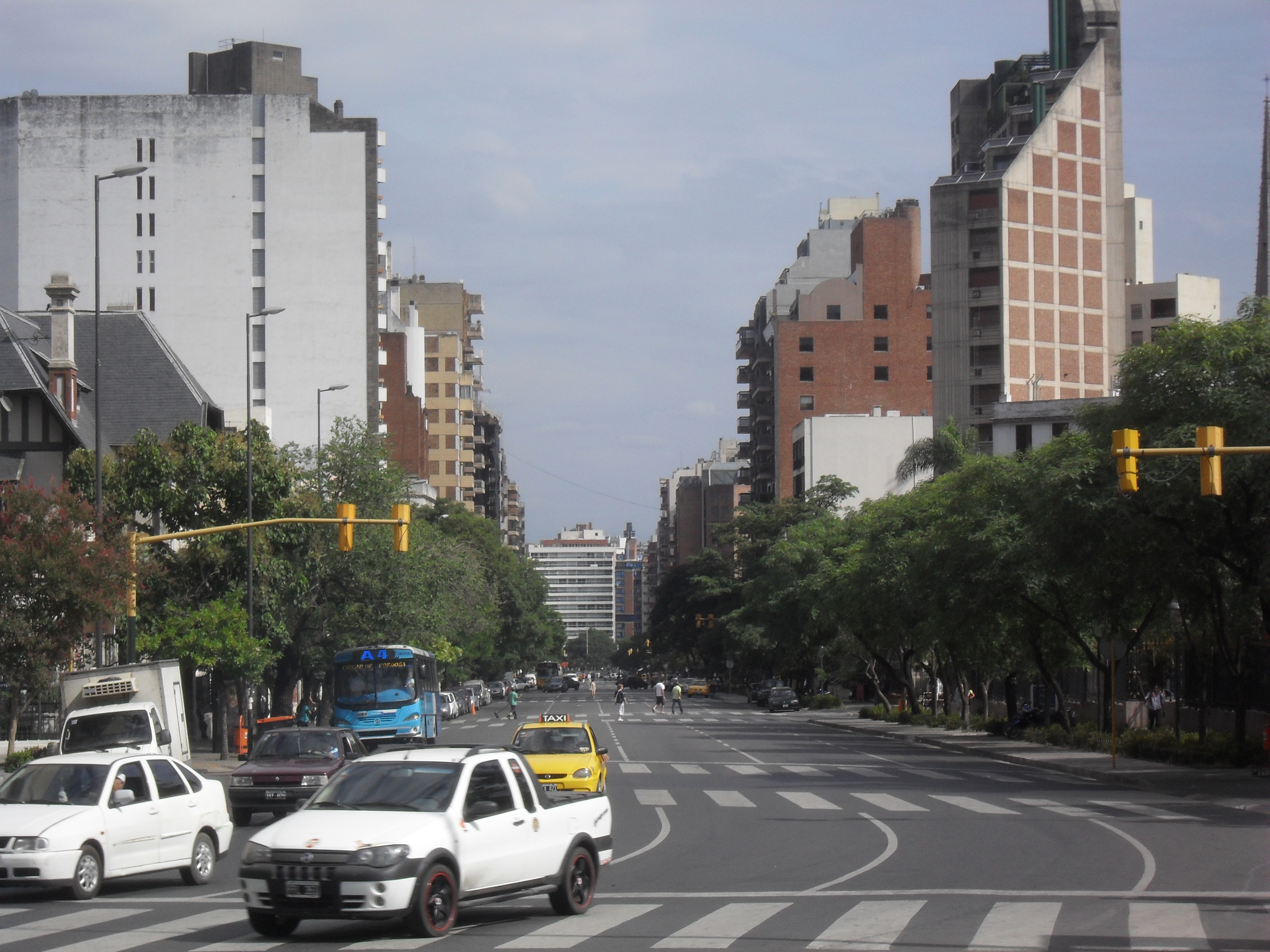
Vista de la avenida desde Plaza España.

La avenida lleva este nombre en honor al doctor Hipólito Yrigoyen, primer presidente democráticamente elegido, quien gobernó entre 1916 y 1922 y que, reelegido en 1928, fue derrocado en 1930 por el primero de los golpes de Estado militares triunfantes del siglo XX. 

## Principales puntos

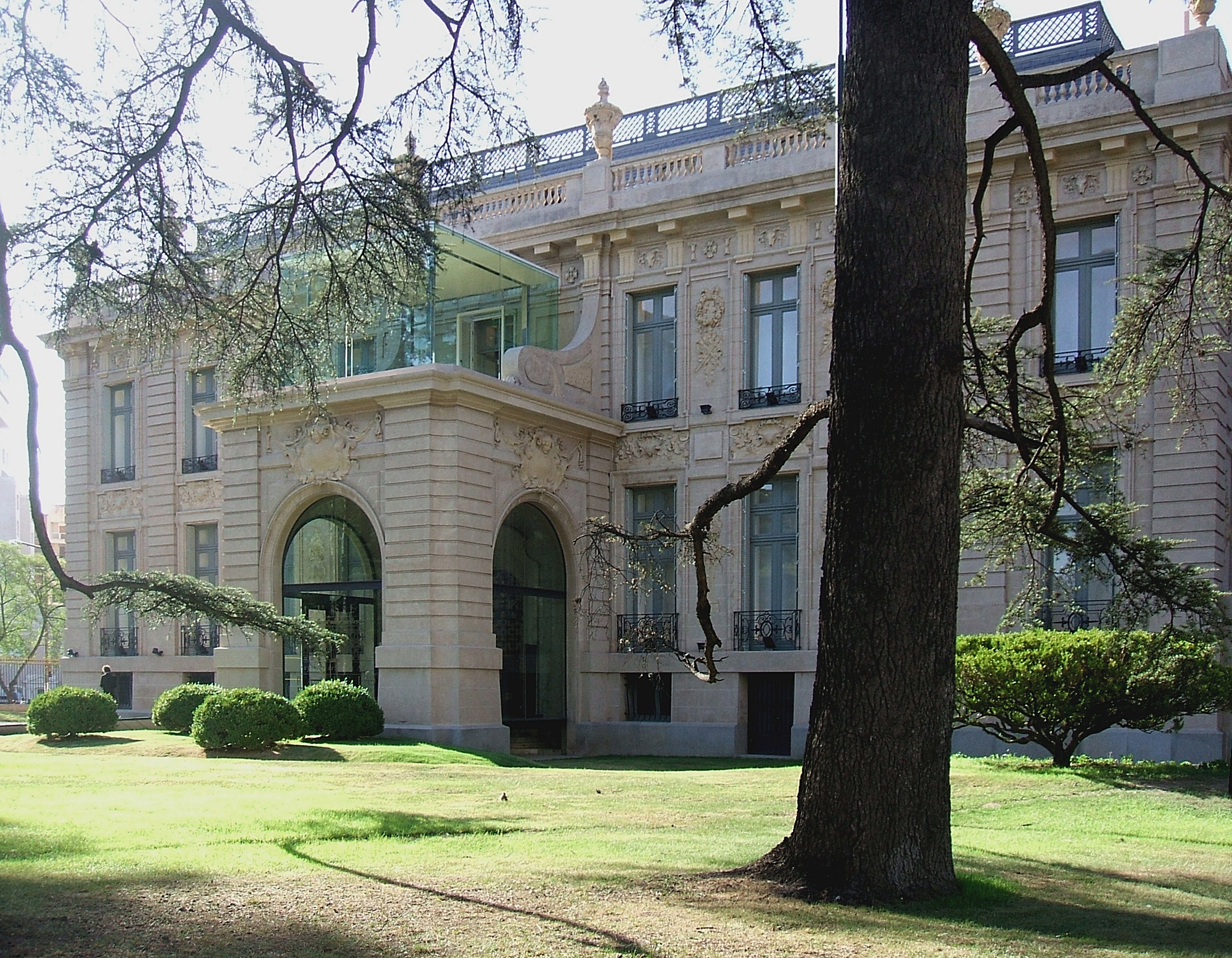
Museo Superior de Bellas Artes Evita.

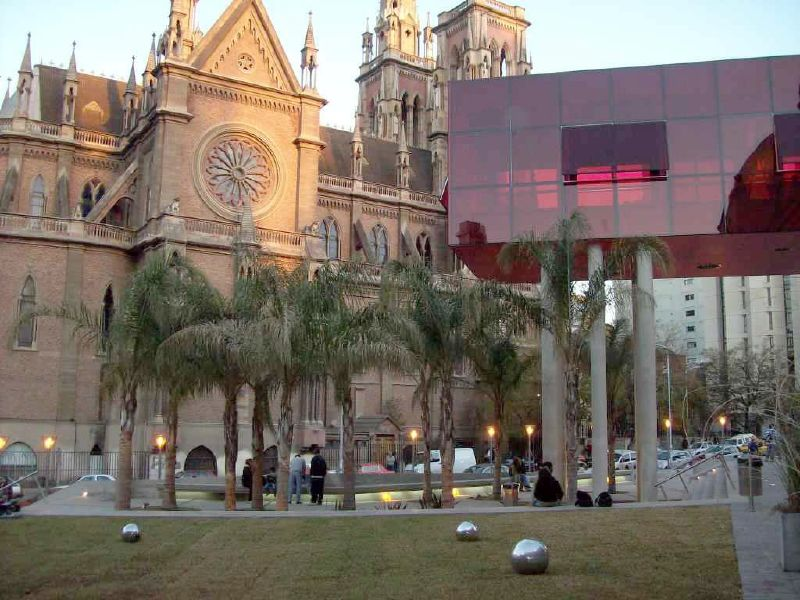
Paseo del Buen Pastor.

En su nacimiento, se encuentra el paseo de compras Patio Olmos. Durante su paso por el barrio Nueva Córdoba, se encuentra con otros puntos de atracción turística, como es el Paseo Buen Pastor, a cuyo lado se ubica la imponente Iglesia de los Capuchinos. Luego de pasar 500 metros entre altos edificios e importantes y cuidadas estructuras arquitectónicas del siglo XX, a metros de ser cortada por la Plaza España se ubica el Museo Superior de Bellas Artes Evita (Palacio Ferreyra). Luego, continúa con un breve recorrido de 200 metros hasta finalizar en una rotonda donde intersecciona con otras tres avenidas, dando ingreso al parque universitario de la Universidad Nacional de Córdoba.